# Richard Farman

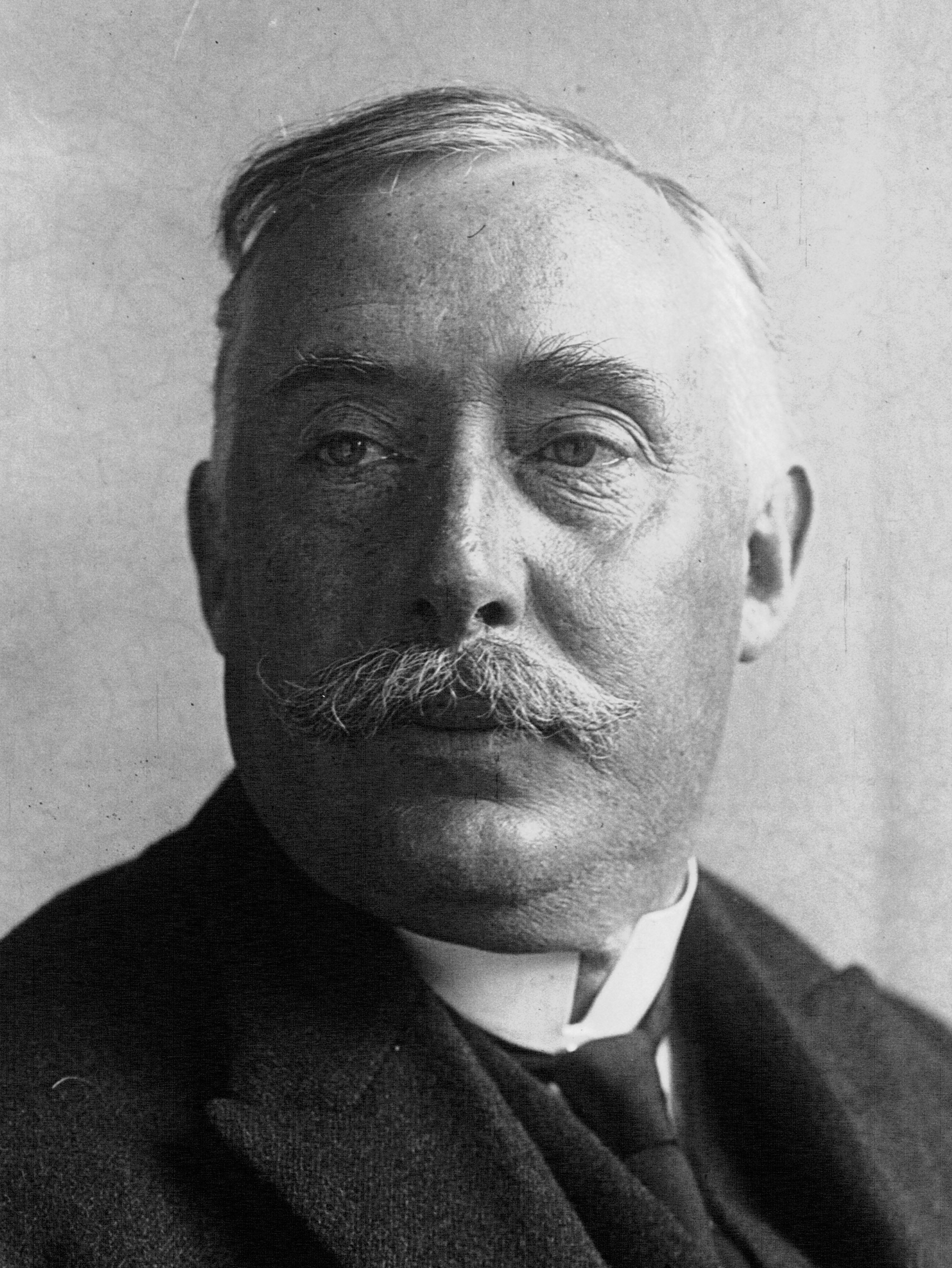
Richard (Dick) Farman, 1920.

Richard Farman (Paris, 1872 ;  Paris, 31 de janeiro de 1940) foi um engenheiro aeronáutico, aviador francês, e o mais velho dos irmãos Farman, todos pioneiros da aviação. Ele ficou mais conhecido como Dick Farman.

## Histórico
Nascido em Paris de pais ingleses, ele foi o mais velho de três irmãos. Juntamente com seus irmãos ele foram educados em casa e tiveram liberdade de seguir suas vocações e interesses pessoais. Com seu irmão Henri, que também teve formação em engenharia, ele criou a maior agência de automóveis de Paris, a Palais de l'Automobile, trabalhando com as marcas: Delauney-Bellevilles, Panhard-Levassors e Renault. Juntos eles escreveram a obra The Aviator's Companion publicada em 1910, descrevendo suas primeiras realizações na aviação.
Ele se tornou engenheiro elétrico e construiu os primeiros bondes da cidade do Rio de Janeiro. Ele foi o autor de vários trabalhos técnicos sobre motores, e também um aviador entre 1914 e 1918, tendo ocupado também o cargo de diretor de uma fábrica de aviões em Lyon. 
Depois da Primeira Guerra Mundial, ele fundou a Avions H.M.D. Farman, também conhecida como Avions Farman, com seus dois irmãos mais novos: Henri e Maurice em Boulogne-Billancourt.
Dick ficou responsável pela fábrica, a Société Anonyme des Usines Farman e sua companhia aérea, a Lignes Aériennes Farman (depois de 1922, S.G.T.A. de Société Générale de Transport Aérien, ou simplesmente: Lignes Farman) que reivindicou ter criado o primeiro serviço aéreo internacional entre Paris e Bruchelas em 22 de março de 1919. Ele é pouco mencionado na história da aviação e dos irmãos Farman.
Apesar de seus conhecimentos científicos e técnicos, ele lidou com a parte administrativa e comercial dos negócios. Aos 65 anos de idade, Dick se retirou dos negócios depois da nacionalização do seu empreendimento aeronáutico em 1937, que impediu a sua condução independente, e os irmãos se recusaram a continuar como funcionários. Dick Farman morreu em Paris em 31 de janeiro de 1940.